# Hugo von Jabala
Hugo von Jabala (auch Hugo von Dschabla) war um die Mitte des 12. Jahrhunderts Bischof von Dschabla im Fürstentum Antiochia, damals bekannt als Gibellum.
Nachdem die Grafschaft Edessa 1144 von Zengi erobert worden war, sandte Fürst Raimund von Antiochia Hugo zu Papst Eugen III. an dessen Residenz nach Viterbo um diesen um Hilfe zu bitten. Hugo erreichte Italien im November 1145. Eugen III. erließ daraufhin am 1. Dezember 1145 das päpstliche Schreiben Quantum praedecessores an den König von Frankreich, in dem er zum Zweiten Kreuzzug aufrief. Hugo berichtete dem Chronisten und Bischof Otto von Freising auch über den Presbyter Johannes, einen mythischen nestorianisch-christlichen Priesterkönig aus einem Reich jenseits von Persien, von dem man sich Unterstützung der Kreuzfahrerstaaten im Kampf gegen die Sarazenen erhoffte. Otto gab diese Geschichte in seiner Weltchronik Chronica sive Historia de duabus civitatibus wieder. Die Chronik ist die erste urkundlich fassbare Erwähnung der Presbyter-Johannes-Legende.